# Desvelades
Desvelades (títol original en francès, Dévoilées) és un telefilm francosuís dirigit per Jacob Berger i estrenat l'1 de març de 2019 a Arte. S'ha doblat i subtitulat al català.

## Sinopsi
L'Anaïs, estudiant de medicina, viu amb la seva àvia, l'Isabelle, a Suïssa. La padrina la reconeix amb vel al tren. Mentre intenta entendre i evitar la seva radicalització, l'Isabelle recorda que ella també va participar en el terrorisme a través del Front Popular per a l'Alliberament de Palestina i l'atac al vol 330 de Swissair el 21 de febrer de 1970.

## Repartiment
- Lola Créton: Anaïs
- Nastassja Tanner: Dalila
- Marthe Keller: Isabelle
- Cléa Eden: Isabelle de jove
- Yann Philipona: Glassey de jove
- Lyes Salem: Jibril
- Pierre Banderet: Glassey
- Julie Gayet: Léa

## Premis i reconeixements
- Festival de la Ficció de 2018: Premi Adami a la millor actriu revelació per a Lola Créton[5]